# Campeonato de Primera División C 1984 (Argentina)
El Campeonato de Primera División C 1984 fue la quincuagésima temporada del certamen de la tercera categoría del fútbol argentino. Se disputó entre el 12 de febrero y el 22 de diciembre de 1984.
Los nuevos participantes fueron Villa Dálmine y Central Córdoba (Rosario), descendidos de la Primera B 1983, y San Martín de Burzaco y General Lamadrid, campeón y ganador del Reducido de la Primera D 1983, respectivamente.
El certamen consagró campeón por primera vez a San Miguel, que obtuvo el ascenso. Por su parte, Villa Dálmine resultó ganador del Torneo Reducido y obtuvo el segundo ascenso.

## Ascensos y descensos
| Pos. | Ascendidos de la Primera C 1983 |
| ---- | ------------------------------- |
| 1º   | Argentino de Rosario            |
| 2º   | Talleres (RE)                   |

| Pos. | Descendidos de la Primera B 1983 |
| ---- | -------------------------------- |
| 21º  | Central Córdoba (R)              |
| 22º  | Villa Dálmine                    |

| Pos. | Ascendidos de la Primera D 1983 |
| ---- | ------------------------------- |
| 1º   | San Martín (B)                  |
| 2º   | General Lamadrid                |

| Pos. | Descendidos de la Primera C 1983 |
| ---- | -------------------------------- |
| 19º  | Dock Sud                         |
| 20º  | Cambaceres                       |

## Formato
Los equipos se enfrentaron bajo el sistema de todos contra todos a 2 ruedas, diviéndose en 4 zonas. El equipo con mayor puntaje se consagró campeón y obtuvo el ascenso, mientras que los 2 equipos con mayor puntaje de cada zona, excluyendo al campeón, disputaron el Torneo Reducido por un segundo ascenso.
Los 2 peores equipos posicionados en la Tabla de Promedios descendieron.

## Equipos participantes
| Equipo               | Ciudad           | Estadio              | Capacidad |
| -------------------- | ---------------- | -------------------- | --------- |
| Almagro              | José Ingenieros  | Tres de Febrero      | 18.000    |
| Argentino de Quilmes | Quilmes          | Argentino de Quilmes | 7000      |
| Barracas Central     | Buenos Aires     | Olavarría y Luna     | 4000      |
| Berazategui          | Berazategui      | Norman Lee           | 5500      |
| Central Córdoba (R)  | Rosario          | Gabino Sosa          | 10 000    |
| Colegiales           | Munro            | Libertarios Unidos   | 6000      |
| Comunicaciones       | Buenos Aires     | Alfredo Ramos        | 3500      |
| Defensa y Justicia   | Florencio Varela | Norberto Tomaghello  | 7500      |
| Defensores Unidos    | Zárate           | Gigante de Villa Fox | 6000      |
| Deportivo Merlo      | Merlo            | José Manuel Moreno   | 7500      |
| Excursionistas       | Buenos Aires     | Excursionistas       | 7200      |
| Flandria             | Jáuregui         | Carlos V             | 5000      |
| General Lamadrid     | Buenos Aires     | Enrique Sexto        | 3500      |
| Ituzaingó            | Ituzaingó        | Ituzaingó            | 3500      |
| Muñiz                | Muñiz            | La Vuce              | 3000      |
| San Martín (B)       | Burzaco          | Francisco Boga       | 5000      |
| San Miguel           | San Miguel       | Malvinas Argentinas  | 11000     |
| San Telmo            | Dock Sud         | Dr. Osvaldo Baletto  | 10 500    |
| Tristán Suárez       | Ezeiza           | 20 de Octubre        | 15 000    |
| Villa Dálmine        | Campana          | Villa Dálmine        | 12000     |

### Distribución geográfica de los equipos
| Región                                   | Cant. | Equipos |
| ---------------------------------------- | ----- | --- |
| Conurbano bonaerense                     | 12    | Almagro, Argentino de Quilmes, Berazategui, Colegiales, Defensa y Justicia, Deportivo Merlo, Ituzaingó, Muñiz, San Martín (B), San Miguel, San Telmo y Tristán Suárez |
| Ciudad de Buenos Aires                   | 4     | Barracas Central, Comunicaciones, Excursionistas y General Lamadrid                                                                                                   |
| Interior de la provincia de Buenos Aires | 3     | Defensores Unidos, Flandria y Villa Dálmine |
| Ciudad de Rosario                        | 1     | Central Córdoba (R) |

## Tablas de posiciones

### Zona A
| Pos. | Equipo            | Pts. | PJ | PG | PE | PP | GF | GC | Dif. |
| ---- | ----------------- | ---- | -- | -- | -- | -- | -- | -- | ---- |
| 1.º  | San Telmo         | 45   | 38 | 15 | 15 | 8  | 55 | 45 | 10   |
| 2.º  | Defensores Unidos | 42   | 38 | 15 | 12 | 11 | 63 | 53 | 10   |
| 3.º  | Tristán Suárez    | 33   | 38 | 10 | 13 | 15 | 35 | 38 | −3   |
| 4.º  | Muñiz             | 28   | 38 | 10 | 8  | 20 | 36 | 60 | −24  |
| 5.º  | Excursionistas    | 24   | 38 | 9  | 6  | 23 | 43 | 63 | −20  |

|  | Clasificados al Torneo Reducido. |

### Zona B
| Pos. | Equipo             | Pts. | PJ | PG | PE | PP | GF | GC | Dif. |
| ---- | ------------------ | ---- | -- | -- | -- | -- | -- | -- | ---- |
| 1.º  | San Miguel         | 55   | 38 | 22 | 11 | 5  | 63 | 34 | 29   |
| 2.º  | Defensa y Justicia | 45   | 38 | 15 | 15 | 8  | 52 | 34 | 18   |
| 3.º  | Villa Dálmine      | 44   | 38 | 17 | 10 | 11 | 56 | 37 | 19   |
| 4.º  | Berazategui        | 44   | 38 | 16 | 12 | 10 | 47 | 41 | 6    |
| 5.º  | General Lamadrid   | 18   | 38 | 6  | 6  | 26 | 38 | 96 | −58  |

|  | Se consagró campeón y ascendió a la Primera División. |
|  | Clasificados al Torneo Reducido.                      |

### Zona C
| Pos. | Equipo               | Pts. | PJ | PG | PE | PP | GF | GC | Dif. |
| ---- | -------------------- | ---- | -- | -- | -- | -- | -- | -- | ---- |
| 1.º  | Almagro              | 51   | 38 | 20 | 11 | 7  | 53 | 26 | 27   |
| 2.º  | Ituzaingó            | 40   | 38 | 13 | 14 | 11 | 44 | 37 | 7    |
| 3.º  | San Martín (Burzaco) | 34   | 38 | 13 | 8  | 17 | 48 | 65 | −17  |
| 4.º  | Barracas Central     | 33   | 38 | 10 | 13 | 15 | 45 | 55 | −10  |
| 5.º  | Comunicaciones       | 20   | 38 | 7  | 6  | 25 | 28 | 61 | −33  |

|  | Clasificados al Torneo Reducido. |

### Zona D
| Pos. | Equipo               | Pts. | PJ | PG | PE | PP | GF | GC | Dif. |
| ---- | -------------------- | ---- | -- | -- | -- | -- | -- | -- | ---- |
| 3.º  | Colegiales           | 50   | 38 | 19 | 12 | 7  | 71 | 46 | 25   |
| 4.º  | Argentino de Quilmes | 49   | 38 | 18 | 13 | 7  | 65 | 37 | 28   |
| 11.º | Central Córdoba (R)  | 39   | 38 | 12 | 15 | 11 | 49 | 46 | 3    |
| 12.º | Flandria             | 38   | 38 | 13 | 12 | 13 | 45 | 51 | −6   |
| 16.º | Deportivo Merlo      | 28   | 38 | 8  | 12 | 18 | 46 | 57 | −11  |

|  | Clasificados al Torneo Reducido. |

### Tabla de posiciones general
| Pos. | Equipo               | Pts. | PJ | PG | PE | PP | GF | GC | Dif. |
| ---- | -------------------- | ---- | -- | -- | -- | -- | -- | -- | ---- |
| 1.º  | San Miguel           | 55   | 38 | 22 | 11 | 5  | 63 | 34 | 29   |
| 2.º  | Almagro              | 51   | 38 | 20 | 11 | 7  | 53 | 26 | 27   |
| 3.º  | Colegiales           | 50   | 38 | 19 | 12 | 7  | 71 | 46 | 25   |
| 4.º  | Argentino de Quilmes | 49   | 38 | 18 | 13 | 7  | 65 | 37 | 28   |
| 5.º  | Defensa y Justicia   | 45   | 38 | 15 | 15 | 8  | 52 | 34 | 18   |
| 6.º  | San Telmo            | 45   | 38 | 15 | 15 | 8  | 55 | 45 | 10   |
| 7.º  | Villa Dálmine        | 44   | 38 | 17 | 10 | 11 | 56 | 37 | 19   |
| 8.º  | Berazategui          | 44   | 38 | 16 | 12 | 10 | 47 | 41 | 6    |
| 9.º  | Defensores Unidos    | 42   | 38 | 15 | 12 | 11 | 63 | 53 | 10   |
| 10.º | Ituzaingó            | 40   | 38 | 13 | 14 | 11 | 44 | 37 | 7    |
| 11.º | Central Córdoba (R)  | 39   | 38 | 12 | 15 | 11 | 49 | 46 | 3    |
| 12.º | Flandria             | 38   | 38 | 13 | 12 | 13 | 45 | 51 | −6   |
| 13.º | San Martín (Burzaco) | 34   | 38 | 13 | 8  | 17 | 48 | 65 | −17  |
| 14.º | Tristán Suárez       | 33   | 38 | 10 | 13 | 15 | 35 | 38 | −3   |
| 15.º | Barracas Central     | 33   | 38 | 10 | 13 | 15 | 45 | 55 | −10  |
| 16.º | Deportivo Merlo      | 28   | 38 | 8  | 12 | 18 | 46 | 57 | −11  |
| 17.º | Muñiz                | 28   | 38 | 10 | 8  | 20 | 36 | 60 | −24  |
| 18.º | Excursionistas       | 24   | 38 | 9  | 6  | 23 | 43 | 63 | −20  |
| 19.º | Comunicaciones       | 20   | 38 | 7  | 6  | 25 | 28 | 61 | −33  |
| 20.º | General Lamadrid     | 18   | 38 | 6  | 6  | 26 | 38 | 96 | −58  |

|  | Se consagró campeón y ascendió a la Primera División. |
|  | Clasificados al Torneo Reducido.                      |

## Resultados
| Excursionistas      | 1 - 1 | Almagro              | Excursionistas   | 12 de febrero de 1984 |
| Muñiz               | 0 - 0 | Colegiales           | José C. Paz      | 12 de febrero de 1984 |
| Tristán Suárez      | 0 - 1 | Berazategui          | Ezeiza           | 12 de febrero de 1984 |
| San Telmo           | 2 - 1 | Argentino de Quilmes | la Isla Maciel   | 12 de febrero de 1984 |
| Ituzaingó           | 1 - 0 | Villa Dálmine        | Ituzaingó        | 12 de febrero de 1984 |
| Defensores Unidos   | 2 - 1 | Deportivo Merlo      | Zárate           | 14 de febrero de 1984 |
| Barracas Central    | 0 - 2 | Flandria             | Barracas         | 12 de febrero de 1984 |
| Defensa y Justicia  | 1 - 0 | San Martín           | Florencio Varela | 12 de febrero de 1984 |
| Central Córdoba (R) | 1 - 1 | San Miguel           | Rosario          | 12 de febrero de 1984 |
| General Lamadrid    | 2 - 1 | Comunicaciones       | All Boys         | 12 de febrero de 1984 |

| General Lamadrid     | 3 - 4 | Excursionistas      | Villa Devoto   | 18 de febrero de 1984 |
| Comunicaciones       | 1 - 0 | Central Córdoba (R) | Agronomía      | 18 de febrero de 1984 |
| San Miguel           | 1 - 0 | Defensa y Justicia  | Los Polvorines | 18 de febrero de 1984 |
| San Martín           | 5 - 1 | Barracas Central    | Burzaco        | 18 de febrero de 1984 |
| Flandria             | 3 - 3 | Defensores Unidos   | Jáuregui       | 18 de febrero de 1984 |
| Deportivo Merlo      | 0 - 0 | Ituzaingó           | Merlo          | 18 de febrero de 1984 |
| Villa Dálmine        | 1 - 3 | San Telmo           | Campana        | 18 de febrero de 1984 |
| Argentino de Quilmes | 0 - 0 | Tristán Suárez      | la Isla Maciel | 18 de febrero de 1984 |
| Berazategui          | 0 - 0 | Muñiz               | Berazategui    | 18 de febrero de 1984 |
| Colegiales           | 0 - 1 | Almagro             | Munro          | 18 de febrero de 1984 |

| Excursionistas      | 4 - 3 | Colegiales           | Excursionistas   | 25 de febrero de 1984 |
| Almagro             | 4 - 0 | Berazategui          | Tres de Febrero  | 25 de febrero de 1984 |
| Muñiz               | 0 - 2 | Argentino de Quilmes | Jose C. Paz      | 25 de febrero de 1984 |
| Tristán Suárez      | 0 - 1 | Villa Dálmine        | Ezeiza           | 25 de febrero de 1984 |
| San Telmo           | 3 - 1 | Deportivo Merlo      | la Isla Maciel   | 25 de febrero de 1984 |
| Ituzaingó           | 2 - 0 | Flandria             | Ituzaingó        | 25 de febrero de 1984 |
| Defensores Unidos   | 2 - 3 | San Martín           | Zárate           | 25 de febrero de 1984 |
| Barracas Central    | 1 - 3 | San Miguel           | Barracas         | 25 de febrero de 1984 |
| Defensa y Justicia  | 5 - 1 | Comunicaciones       | Florencio Varela | 25 de febrero de 1984 |
| Central Córdoba (R) | 4 - 1 | General Lamadrid     | Rosario          | 25 de febrero de 1984 |

| Central Córdoba (R)  | 0 - 0 | Excursionistas     | Rosario           | 3 de marzo de 1984 |
| General Lamadrid     | 0 - 2 | Defensa y Justicia | Villa Devoto      | 3 de marzo de 1984 |
| Comunicaciones       | 0 - 2 | Barracas Central   | Agronomía         | 3 de marzo de 1984 |
| San Miguel           | 1 - 2 | Defensores Unidos  | Los Polvorines    | 3 de marzo de 1984 |
| San Martín           | 1 - 5 | Ituzaingó          | Burzaco           | 3 de marzo de 1984 |
| Flandria             | 2 - 0 | San Telmo          | Jáuregui          | 3 de marzo de 1984 |
| Deportivo Merlo      | 0 - 0 | Tristán Suárez     | Merlo             | 3 de marzo de 1984 |
| Villa Dálmine        | 7 - 0 | Muñiz              | Campana           | 3 de marzo de 1984 |
| Argentino de Quilmes | 1 - 2 | Almagro            | Guido y Sarmiento | 3 de marzo de 1984 |
| Berazategui          | 2 - 3 | Colegiales         | Berazategui       | 3 de marzo de 1984 |

| Excursionistas     | 0 - 1 | Berazategui          | Excursionistas   | 10 de marzo de 1984 |
| Colegiales         | 2 - 3 | Argentino de Quilmes | Munro            | 10 de marzo de 1984 |
| Almagro            | 1 - 0 | Villa Dálmine        | Tres de Febrero  | 10 de marzo de 1984 |
| Muñiz              | 0 - 0 | Deportivo Merlo      | José C. Paz      | 10 de marzo de 1984 |
| Tristán Suárez     | 0 - 1 | Flandria             | Ezeiza           | 10 de marzo de 1984 |
| San Telmo          | 4 - 2 | San Martín           | la Isla Maciel   | 10 de marzo de 1984 |
| Ituzaingó          | 0 - 0 | San Miguel           | Ituzaingó        | 10 de marzo de 1984 |
| Defensores Unidos  | 1 - 2 | Comunicaciones       | Zárate           | 10 de marzo de 1984 |
| Barracas Central   | 3 - 2 | General Lamadrid     | Barracas         | 10 de marzo de 1984 |
| Defensa y Justicia | 3 - 0 | Central Córdoba (R)  | Florencio Varela | 10 de marzo de 1984 |

| Defensa y Justicia   | 1 - 0 | Excursionistas    | Florencio Varela  | 17 de marzo de 1984 |
| Central Córdoba (R)  | 3 - 0 | Barracas Central  | Rosario           | 17 de marzo de 1984 |
| General Lamadrid     | 1 - 3 | Defensores Unidos | Villa Devoto      | 17 de marzo de 1984 |
| Comunicaciones       | 0 - 1 | Ituzaingó         | Agronomía         | 17 de marzo de 1984 |
| San Miguel           | 1 - 1 | San Telmo         | Los Polvorines    | 17 de marzo de 1984 |
| San Martín           | 1 - 2 | Tristán Suárez    | Burzaco           | 17 de marzo de 1984 |
| Flandria             | 3 - 2 | Muñiz             | Jáuregui          | 17 de marzo de 1984 |
| Deportivo Merlo      | 0 - 0 | Almagro           | Merlo             | 17 de marzo de 1984 |
| Villa Dálmine        | 4 - 2 | Colegiales        | Campana           | 17 de marzo de 1984 |
| Argentino de Quilmes | 4 - 0 | Berazategui       | Guido y Sarmiento | 17 de marzo de 1984 |

| Excursionistas    | 0 - 1 | Argentino de Quilmes | Excursionistas  | 24 de marzo de 1984 |
| Berazategui       | 1 - 0 | Villa Dálmine        | Berazategui     | 24 de marzo de 1984 |
| Colegiales        | 3 - 0 | Deportivo Merlo      | Munro           | 24 de marzo de 1984 |
| Almagro           | 1 - 2 | Flandria             | Tres de Febrero | 24 de marzo de 1984 |
| Muñiz             | 3 - 1 | San Martín           | José C. Paz     | 24 de marzo de 1984 |
| Tristán Suárez    | 0 - 3 | San Miguel           | Ezeiza          | 24 de marzo de 1984 |
| San Telmo         | 1 - 0 | Comunicaciones       | la Isla Maciel  | 24 de marzo de 1984 |
| Ituzaingó         | 1 - 0 | General Lamadrid     | Ituzaingó       | 24 de marzo de 1984 |
| Defensores Unidos | 3 - 0 | Central Córdoba (R)  | Zárate          | 24 de marzo de 1984 |
| Barracas Central  | 2 - 2 | Defensa y Justicia   | Barracas        | 24 de marzo de 1984 |

| Barracas Central    | 2 - 0 | Excursionistas       | Barracas         | 31 de marzo de 1984 |
| Defensa y Justicia  | 2 - 0 | Defensores Unidos    | Florencio Varela | 31 de marzo de 1984 |
| Central Córdoba (R) | 0 - 4 | Ituzaingó            | Rosario          | 31 de marzo de 1984 |
| General Lamadrid    | 0 - 1 | San Telmo            | Excursionistas   | 31 de marzo de 1984 |
| Comunicaciones      | 1 - 0 | Tristán Suárez       | Agronomía        | 31 de marzo de 1984 |
| San Miguel          | 0 - 1 | Muñiz                | Los Polvorines   | 31 de marzo de 1984 |
| San Martín          | 0 - 0 | Almagro              | Adrogué          | 31 de marzo de 1984 |
| Flandria            | 2 - 2 | Colegiales           | Jáuregui         | 31 de marzo de 1984 |
| Deportivo Merlo     | 0 - 1 | Berazategui          | Merlo            | 31 de marzo de 1984 |
| Villa Dálmine       | 1 - 0 | Argentino de Quilmes | Campana          | 31 de marzo de 1984 |

| Excursionistas       | 1 - 3 | Villa Dálmine       | Excursionistas    | 7 de abril de 1984 |
| Argentino de Quilmes | 2 - 0 | Deportivo Merlo     | Guido y Sarmiento | 7 de abril de 1984 |
| Berazategui          | 0 - 0 | Flandria            | Berazategui       | 7 de abril de 1984 |
| Colegiales           | 6 - 1 | San Martín          | Munro             | 7 de abril de 1984 |
| Almagro              | 0 - 1 | San Miguel          | Tres de Febrero   | 7 de abril de 1984 |
| Muñiz                | 1 - 0 | Comunicaciones      | José C. Paz       | 7 de abril de 1984 |
| Tristán Suárez       | 2 - 3 | General Lamadrid    | Ezeiza            | 7 de abril de 1984 |
| San Telmo            | 2 - 2 | Central Córdoba (R) | la Isla Maciel    | 7 de abril de 1984 |
| Ituzaingó            | 0 - 0 | Defensa y Justicia  | Ituzaingó         | 7 de abril de 1984 |
| Defensores Unidos    | 1 - 1 | Barracas Central    | Zárate            | 7 de abril de 1984 |

| Defensores Unidos   | 3 - 0 | Excursionistas       | Zárate           | 14 de abril de 1984 |
| Barracas Central    | 3 - 1 | Ituzaingó            | Barracas         | 14 de abril de 1984 |
| Defensa y Justicia  | 1 - 1 | San Telmo            | Florencio Varela | 14 de abril de 1984 |
| Central Córdoba (R) | 0 - 0 | Tristán Suárez       | Rosario          | 14 de abril de 1984 |
| General Lamadrid    | 1 - 0 | Muñiz                | Villa Devoto     | 14 de abril de 1984 |
| Comunicaciones      | 0 - 2 | Almagro              | Agronomía        | 14 de abril de 1984 |
| San Miguel          | 3 - 3 | Colegiales           | Los Polvorines   | 14 de abril de 1984 |
| San Martín          | 2 - 0 | Berazategui          | Burzaco          | 14 de abril de 1984 |
| Flandria            | 1 - 0 | Argentino de Quilmes | Jáuregui         | 14 de abril de 1984 |
| Deportivo Merlo     | 1 - 2 | Villa Dálmine        | Merlo            | 14 de abril de 1984 |

| Excursionistas       | 3 - 1 | Deportivo Merlo     | Excursionistas    | 21 de abril de 1984 |
| Villa Dálmine        | 0 - 0 | Flandria            | Campana           | 21 de abril de 1984 |
| Argentino de Quilmes | 5 - 2 | San Martín          | Guido y Sarmiento | 21 de abril de 1984 |
| Berazategui          | 1 - 1 | San Miguel          | Berazategui       | 21 de abril de 1984 |
| Colegiales           | 3 - 1 | Comunicaciones      | Munro             | 21 de abril de 1984 |
| Almagro              | 2 - 0 | General Lamadrid    | Tres de Febrero   | 21 de abril de 1984 |
| Muñiz                | 2 - 0 | Central Córdoba (R) | José C. Paz       | 21 de abril de 1984 |
| Tristán Suárez       | 1 - 1 | Defensa y Justicia  | Ezeiza            | 21 de abril de 1984 |
| San Telmo            | 1 - 1 | Barracas Central    | la Isla Maciel    | 21 de abril de 1984 |
| Ituzaingó            | 4 - 3 | Defensores Unidos   | Ituzaingó         | 21 de abril de 1984 |

| Ituzaingó           | 1 - 0 | Excursionistas       | Ituzaingó        | 28 de abril de 1984 |
| Defensores Unidos   | 2 - 2 | San Telmo            | Zárate           | 28 de abril de 1984 |
| Barracas Central    | 1 - 1 | Tristán Suárez       | Barracas         | 28 de abril de 1984 |
| Defensa y Justicia  | 2 - 0 | Muñiz                | Florencio Varela | 28 de abril de 1984 |
| Central Córdoba (R) | 0 - 2 | Almagro              | Rosario          | 28 de abril de 1984 |
| General Lamadrid    | 0 - 0 | Colegiales           | Villa Devoto     | 28 de abril de 1984 |
| Comunicaciones      | 2 - 1 | Berazategui          | Agronomía        | 28 de abril de 1984 |
| San Miguel          | 0 - 0 | Argentino de Quilmes | Los Polvorines   | 28 de abril de 1984 |
| San Martín          | 1 - 3 | Villa Dálmine        | Burzaco          | 28 de abril de 1984 |
| Flandria            | 0 - 0 | Deportivo Merlo      | Jáuregui         | 28 de abril de 1984 |

| Excursionistas       | 1 - 2 | Flandria            | Excursionistas    | 5 de mayo de 1984 |
| Deportivo Merlo      | 1 - 2 | San Martín          | Merlo             | 5 de mayo de 1984 |
| Villa Dálmine        | 1 - 1 | San Miguel          | Campana           | 5 de mayo de 1984 |
| Argentino de Quilmes | 1 - 0 | Comunicaciones      | Guido y Sarmiento | 5 de mayo de 1984 |
| Berazategui          | 4 - 0 | General Lamadrid    | Berazategui       | 5 de mayo de 1984 |
| Colegiales           | 1 - 1 | Central Córdoba (R) | Munro             | 5 de mayo de 1984 |
| Almagro              | 1 - 3 | Defensa y Justicia  | Tres de Febrero   | 5 de mayo de 1984 |
| Muñiz                | 2 - 0 | Barracas Central    | José C. Paz       | 5 de mayo de 1984 |
| Tristán Suárez       | 1 - 2 | Defensores Unidos   | Ezeiza            | 5 de mayo de 1984 |
| San Telmo            | 0 - 0 | Ituzaingó           | la Isla Maciel    | 5 de mayo de 1984 |

| San Telmo           | 2 - 3 | Excursionistas       | la Isla Maciel   | 12 de mayo de 1984 |
| Ituzaingó           | 1 - 0 | Tristán Suárez       | Ituzaingó        | 12 de mayo de 1984 |
| Defensores Unidos   | 2 - 1 | Muñiz                | Zárate           | 12 de mayo de 1984 |
| Barracas Central    | 0 - 0 | Almagro              | Barracas         | 12 de mayo de 1984 |
| Defensa y Justicia  | 0 - 2 | Colegiales           | Florencio Varela | 12 de mayo de 1984 |
| Central Córdoba (R) | 1 - 0 | Berazategui          | Rosario          | 12 de mayo de 1984 |
| General Lamadrid    | 0 - 2 | Argentino de Quilmes | Villa Devoto     | 12 de mayo de 1984 |
| Comunicaciones      | 1 - 1 | Villa Dálmine        | Agronomía        | 12 de mayo de 1984 |
| San Miguel          | 6 - 2 | Deportivo Merlo      | Los Polvorines   | 12 de mayo de 1984 |
| San Martín          | 1 - 0 | Flandria             | Burzaco          | 12 de mayo de 1984 |

| Excursionistas       | 2 - 3 | San Martín          | Excursionistas    | 19 de mayo de 1984 |
| Flandria             | 1 - 3 | San Miguel          | Jáuregui          | 19 de mayo de 1984 |
| Deportivo Merlo      | 2 - 0 | Comunicaciones      | Merlo             | 19 de mayo de 1984 |
| Villa Dálmine        | 2 - 0 | General Lamadrid    | Campana           | 19 de mayo de 1984 |
| Argentino de Quilmes | 2 - 1 | Central Córdoba (R) | Guido y Sarmiento | 19 de mayo de 1984 |
| Berazategui          | 1 - 0 | Defensa y Justicia  | Berazategui       | 19 de mayo de 1984 |
| Colegiales           | 4 - 2 | Barracas Central    | Munro             | 19 de mayo de 1984 |
| Almagro              | 0 - 0 | Defensores Unidos   | Tres de Febrero   | 19 de mayo de 1984 |
| Muñiz                | 1 - 3 | Ituzaingó           | José C. Paz       | 19 de mayo de 1984 |
| Tristán Suárez       | 0 - 2 | San Telmo           | Ezeiza            | 19 de mayo de 1984 |

| Tristán Suárez      | 1 - 1 | Excursionistas       | Ezeiza           | 26 de mayo de 1984 |
| San Telmo           | 2 - 1 | Muñiz                | la Isla Maciel   | 26 de mayo de 1984 |
| Ituzaingó           | 1 - 1 | Almagro              | Ituzaingó        | 26 de mayo de 1984 |
| Defensores Unidos   | 1 - 0 | Colegiales           | Zárate           | 26 de mayo de 1984 |
| Barracas Central    | 0 - 1 | Berazategui          | Barracas         | 26 de mayo de 1984 |
| Defensa y Justicia  | 1 - 1 | Argentino de Quilmes | Florencio Varela | 26 de mayo de 1984 |
| Central Córdoba (R) | 3 - 1 | Villa Dálmine        | Rosario          | 26 de mayo de 1984 |
| General Lamadrid    | 2 - 4 | Deportivo Merlo      | Villa Devoto     | 26 de mayo de 1984 |
| Comunicaciones      | 2 - 0 | Flandria             | Agronomía        | 26 de mayo de 1984 |
| San Miguel          | 2 - 0 | San Martín           | Los Polvorines   | 26 de mayo de 1984 |

| Excursionistas       | 2 - 1 | San Miguel          | Excursionistas    | 2 de junio de 1984 |
| San Martín           | 1 - 0 | Comunicaciones      | Burzaco           | 2 de junio de 1984 |
| Flandria             | 5 - 0 | General Lamadrid    | Jáuregui          | 2 de junio de 1984 |
| Deportivo Merlo      | 0 - 1 | Central Córdoba (R) | Merlo             | 2 de junio de 1984 |
| Villa Dálmine        | 1 - 1 | Defensa y Justicia  | Campana           | 2 de junio de 1984 |
| Argentino de Quilmes | 3 - 2 | Barracas Central    | Guido y Sarmiento | 2 de junio de 1984 |
| Berazategui          | 0 - 0 | Defensores Unidos   | Berazategui       | 2 de junio de 1984 |
| Colegiales           | 1 - 0 | Ituzaingó           | Munro             | 2 de junio de 1984 |
| Almagro              | 1 - 1 | San Telmo           | Tres de Febrero   | 2 de junio de 1984 |
| Muñiz                | 0 - 0 | Tristán Suárez      | José C. Paz       | 2 de junio de 1984 |

| Muñiz               | 1 - 0 | Excursionistas       | José C. Paz      | 9 de junio de 1984  |
| Tristán Suárez      | 1 - 3 | Almagro              | Ezeiza           | 9 de junio de 1984  |
| San Telmo           | 1 - 3 | Colegiales           | la Isla Maciel   | 9 de junio de 1984  |
| Ituzaingó           | 1 - 0 | Berazategui          | Ituzaingó        | 9 de junio de 1984  |
| Defensores Unidos   | 1 - 1 | Argentino de Quilmes | Zárate           | 9 de junio de 1984  |
| Defensa y Justicia  | 3 - 2 | Deportivo Merlo      | Florencio Varela | 9 de junio de 1984  |
| Central Córdoba (R) | 1 - 1 | Flandria             | Rosario          | 9 de junio de 1984  |
| Comunicaciones      | 1 - 2 | San Miguel           | Agronomía        | 9 de junio de 1984  |
| Barracas Central    | 2 - 1 | Villa Dálmine        | Barracas         | 12 de junio de 1984 |
| General Lamadrid    | 2 - 2 | San Martín           | Villa Devoto     | 12 de junio de 1984 |

| Excursionistas       | 5 - 0 | Comunicaciones      | Excursionistas    | 16 de junio de 1984 |
| San Miguel           | 1 - 0 | General Lamadrid    | Los Polvorines    | 16 de junio de 1984 |
| San Martín           | 1 - 0 | Central Córdoba (R) | Burzaco           | 16 de junio de 1984 |
| Flandria             | 0 - 1 | Defensa y Justicia  | Jáuregui          | 16 de junio de 1984 |
| Deportivo Merlo      | 3 - 0 | Barracas Central    | Merlo             | 16 de junio de 1984 |
| Villa Dálmine        | 2 - 0 | Defensores Unidos   | Campana           | 16 de junio de 1984 |
| Argentino de Quilmes | 0 - 2 | Ituzaingó           | Guido y Sarmiento | 16 de junio de 1984 |
| Berazategui          | 2 - 0 | San Telmo           | Berazategui       | 16 de junio de 1984 |
| Colegiales           | 1 - 1 | Tristán Suárez      | Munro             | 16 de junio de 1984 |
| Almagro              | 2 - 1 | Muñiz               | Tres de Febrero   | 16 de junio de 1984 |

| Almagro              | 1 - 0 | Excursionistas      | Tres de Febrero   | 23 de junio de 1984 |
| Colegiales           | 3 - 2 | Muñiz               | Munro             | 23 de junio de 1984 |
| Berazategui          | 1 - 1 | Tristán Suárez      | Berazategui       | 23 de junio de 1984 |
| Argentino de Quilmes | 4 - 1 | San Telmo           | Guido y Sarmiento | 23 de junio de 1984 |
| Villa Dálmine        | 2 - 1 | Ituzaingó           | Campana           | 23 de junio de 1984 |
| Deportivo Merlo      | 2 - 2 | Defensores Unidos   | Merlo             | 23 de junio de 1984 |
| Flandria             | 1 - 1 | Barracas Central    | Jáuregui          | 23 de junio de 1984 |
| San Martín           | 1 - 1 | Defensa y Justicia  | Alfredo Beranger  | 23 de junio de 1984 |
| San Miguel           | 1 - 0 | Central Córdoba (R) | Los Polvorines    | 23 de junio de 1984 |
| Comunicaciones       | 1 - 2 | General Lamadrid    | Agronomía         | 23 de junio de 1984 |

| Excursionistas      | 2 - 3 | General Lamadrid     | Excursionistas   | 30 de junio de 1984 |
| Central Córdoba (R) | 2 - 0 | Comunicaciones       | Rosario          | 30 de junio de 1984 |
| Defensa y Justicia  | 1 - 2 | San Miguel           | Florencio Varela | 30 de junio de 1984 |
| Barracas Central    | 1 - 2 | San Martín           | Barracas         | 30 de junio de 1984 |
| Defensores Unidos   | 0 - 0 | Flandria             | Zárate           | 30 de junio de 1984 |
| Ituzaingó           | 1 - 1 | Deportivo Merlo      | Ituzaingó        | 30 de junio de 1984 |
| San Telmo           | 1 - 0 | Villa Dálmine        | la Isla Maciel   | 30 de junio de 1984 |
| Tristán Suárez      | 4 - 0 | Argentino de Quilmes | Ezeiza           | 30 de junio de 1984 |
| Muñiz               | 1 - 1 | Berazategui          | José C. Paz      | 30 de junio de 1984 |
| Almagro             | 1 - 2 | Colegiales           | Tres de Febrero  | 30 de junio de 1984 |

| Colegiales           | 2 - 1 | Excursionistas      | Munro             | 7 de julio de 1984 |
| Berazategui          | 2 - 4 | Almagro             | Berazategui       | 7 de julio de 1984 |
| Argentino de Quilmes | 2 - 0 | Muñiz               | Guido y Sarmiento | 7 de julio de 1984 |
| Villa Dálmine        | 2 - 0 | Tristán Suárez      | Campana           | 7 de julio de 1984 |
| Deportivo Merlo      | 1 - 1 | San Telmo           | Merlo             | 7 de julio de 1984 |
| Flandria             | 1 - 0 | Ituzaingó           | Jáuregui          | 7 de julio de 1984 |
| San Martín           | 1 - 1 | Defensores Unidos   | Burzaco           | 7 de julio de 1984 |
| San Miguel           | 1 - 1 | Barracas Central    | Los Polvorines    | 7 de julio de 1984 |
| Comunicaciones       | 0 - 0 | Defensa y Justicia  | Agronomía         | 7 de julio de 1984 |
| General Lamadrid     | 0 - 3 | Central Córdoba (R) | Villa Devoto      | 7 de julio de 1984 |

| Excursionistas     | 2 - 2 | Central Córdoba (R)  | Excursionistas   | 14 de julio de 1984 |
| Defensa y Justicia | 1 - 0 | General Lamadrid     | Florencio Varela | 14 de julio de 1984 |
| Barracas Central   | 1 - 0 | Comunicaciones       | Barracas         | 14 de julio de 1984 |
| Defensores Unidos  | 2 - 2 | San Miguel           | Zárate           | 14 de julio de 1984 |
| Ituzaingó          | 1 - 2 | San Martín           | Libertad         | 14 de julio de 1984 |
| San Telmo          | 1 - 1 | Flandria             | la Isla Maciel   | 14 de julio de 1984 |
| Tristán Suárez     | 2 - 0 | Deportivo Merlo      | Ezeiza           | 14 de julio de 1984 |
| Muñiz              | 1 - 1 | Villa Dálmine        | José C. Paz      | 14 de julio de 1984 |
| Almagro            | 1 - 1 | Argentino de Quilmes | Tres de Febrero  | 14 de julio de 1984 |
| Colegiales         | 1 - 1 | Berazategui          | Munro            | 14 de julio de 1984 |

| Berazategui          | 1 - 0 | Excursionistas     | Berazategui       | 21 de julio de 1984 |
| Argentino de Quilmes | 0 - 0 | Colegiales         | Guido y Sarmiento | 21 de julio de 1984 |
| Villa Dálmine        | 2 - 0 | Almagro            | Campana           | 21 de julio de 1984 |
| Deportivo Merlo      | 2 - 0 | Muñiz              | Merlo             | 21 de julio de 1984 |
| Flandria             | 1 - 3 | Tristán Suárez     | Jáuregui          | 21 de julio de 1984 |
| San Martín           | 0 - 1 | San Telmo          | Alfredo Beranger  | 21 de julio de 1984 |
| San Miguel           | 1 - 0 | Ituzaingó          | Los Polvorines    | 21 de julio de 1984 |
| Comunicaciones       | 1 - 1 | Defensores Unidos  | Agronomía         | 21 de julio de 1984 |
| General Lamadrid     | 0 - 0 | Barracas Central   | Villa Devoto      | 21 de julio de 1984 |
| Central Córdoba (R)  | 2 - 2 | Defensa y Justicia | Rosario           | 21 de julio de 1984 |

| Excursionistas    | 0 - 3 | Defensa y Justicia   | Excursionistas  | 28 de julio de 1984 |
| Barracas Central  | 0 - 0 | Central Córdoba (R)  | Barracas        | 28 de julio de 1984 |
| Defensores Unidos | 6 - 1 | General Lamadrid     | Zárate          | 28 de julio de 1984 |
| Ituzaingó         | 3 - 1 | Comunicaciones       | Ituzaingó       | 28 de julio de 1984 |
| San Telmo         | 1 - 1 | San Miguel           | la Isla Maciel  | 28 de julio de 1984 |
| Tristán Suárez    | 1 - 0 | San Martín           | Ezeiza          | 28 de julio de 1984 |
| Muñiz             | 2 - 4 | Flandria             | José C. Paz     | 28 de julio de 1984 |
| Almagro           | 1 - 0 | Deportivo Merlo      | Tres de Febrero | 28 de julio de 1984 |
| Colegiales        | 1 - 1 | Villa Dálmine        | Munro           | 28 de julio de 1984 |
| Berazategui       | 2 - 2 | Argentino de Quilmes | Berazategui     | 28 de julio de 1984 |

| Argentino de Quilmes | 2 - 0 | Excursionistas    | Guido y Sarmiento  | 4 de agosto de 1984 |
| Villa Dálmine        | 0 - 2 | Berazategui       | José Dellagiovanna | 4 de agosto de 1984 |
| Deportivo Merlo      | 1 - 2 | Colegiales        | Merlo              | 4 de agosto de 1984 |
| Flandria             | 0 - 1 | Almagro           | Jáuregui           | 4 de agosto de 1984 |
| San Martín           | 2 - 1 | Muñiz             | Burzaco            | 4 de agosto de 1984 |
| San Miguel           | 2 - 1 | Tristán Suárez    | Los Polvorines     | 4 de agosto de 1984 |
| Comunicaciones       | 0 - 2 | San Telmo         | Agronomía          | 4 de agosto de 1984 |
| General Lamadrid     | 1 - 1 | Ituzaingó         | Villa Devoto       | 4 de agosto de 1984 |
| Central Córdoba (R)  | 3 - 2 | Defensores Unidos | Rosario            | 4 de agosto de 1984 |
| Defensa y Justicia   | 1 - 1 | Barracas Central  | Florencio Varela   | 4 de agosto de 1984 |

| Excursionistas       | 1 - 3 | Barracas Central    | Excursionistas    | 11 de agosto de 1984 |
| Defensores Unidos    | 4 - 3 | Defensa y Justicia  | Zárate            | 11 de agosto de 1984 |
| Ituzaingó            | 0 - 0 | Central Córdoba (R) | Ituzaingó         | 11 de agosto de 1984 |
| San Telmo            | 2 - 0 | General Lamadrid    | la Isla Maciel    | 11 de agosto de 1984 |
| Tristán Suárez       | 2 - 0 | Comunicaciones      | Ezeiza            | 11 de agosto de 1984 |
| Muñiz                | 1 - 2 | San Miguel          | José C. Paz       | 11 de agosto de 1984 |
| Almagro              | 1 - 1 | San Martín          | Tres de Febrero   | 11 de agosto de 1984 |
| Colegiales           | 2 - 0 | Flandria            | Munro             | 11 de agosto de 1984 |
| Berazategui          | 0 - 1 | Deportivo Merlo     | Berazategui       | 11 de agosto de 1984 |
| Argentino de Quilmes | 1 - 1 | Villa Dálmine       | Guido y Sarmiento | 11 de agosto de 1984 |

| Villa Dálmine       | 0 - 1 | Excursionistas       | Campana          | 19 de agosto de 1984 |
| Deportivo Merlo     | 1 - 1 | Argentino de Quilmes | Merlo            | 19 de agosto de 1984 |
| Flandria            | 1 - 1 | Berazategui          | Jáuregui         | 19 de agosto de 1984 |
| San Martín          | 3 - 2 | Colegiales           | Burzaco          | 19 de agosto de 1984 |
| San Miguel          | 1 - 1 | Almagro              | Los Polvorines   | 19 de agosto de 1984 |
| Comunicaciones      | 0 - 1 | Muñiz                | Agronomía        | 19 de agosto de 1984 |
| General Lamadrid    | 2 - 1 | Tristán Suárez       | Villa Devoto     | 19 de agosto de 1984 |
| Central Córdoba (R) | 1 - 1 | San Telmo            | Rosario          | 19 de agosto de 1984 |
| Defensa y Justicia  | 1 - 1 | Ituzaingó            | Florencio Varela | 19 de agosto de 1984 |
| Barracas Central    | 3 - 1 | Defensores Unidos    | Barracas         | 19 de agosto de 1984 |

| Excursionistas       | 0 - 2 | Defensores Unidos   | Excursionistas    | 25 de agosto de 1984 |
| Ituzaingó            | 0 - 3 | Barracas Central    | Ituzaingó         | 25 de agosto de 1984 |
| San Telmo            | 1 - 0 | Defensa y Justicia  | la Isla Maciel    | 25 de agosto de 1984 |
| Tristán Suárez       | 0 - 0 | Central Córdoba (R) | Ezeiza            | 25 de agosto de 1984 |
| Muñiz                | 2 - 0 | General Lamadrid    | José C. Paz       | 25 de agosto de 1984 |
| Almagro              | 3 - 0 | Comunicaciones      | Tres de Febrero   | 25 de agosto de 1984 |
| Colegiales           | 2 - 1 | San Miguel          | Munro             | 25 de agosto de 1984 |
| Berazategui          | 1 - 0 | San Martín          | Berazategui       | 25 de agosto de 1984 |
| Argentino de Quilmes | 4 - 0 | Flandria            | Guido y Sarmiento | 25 de agosto de 1984 |
| Villa Dálmine        | 3 - 1 | Deportivo Merlo     | Campana           | 25 de agosto de 1984 |

| Defensores Unidos   | 3 - 1 | Ituzaingó            | Zárate           | 1 de septiembre de 1984 |
| Deportivo Merlo     | 3 - 2 | Excursionistas       | Merlo            | 2 de septiembre de 1984 |
| Flandria            | 2 - 1 | Villa Dálmine        | Jáuregui         | 2 de septiembre de 1984 |
| San Martín          | 0 - 0 | Argentino de Quilmes | Burzaco          | 2 de septiembre de 1984 |
| San Miguel          | 3 - 2 | Berazategui          | Los Polvorines   | 2 de septiembre de 1984 |
| Comunicaciones      | 1 - 2 | Colegiales           | Agronomía        | 2 de septiembre de 1984 |
| General Lamadrid    | 0 - 4 | Almagro              | Villa Devoto     | 2 de septiembre de 1984 |
| Central Córdoba (R) | 5 - 1 | Muñiz                | Rosario          | 2 de septiembre de 1984 |
| Defensa y Justicia  | 0 - 0 | Tristán Suárez       | Florencio Varela | 2 de septiembre de 1984 |
| Barracas Central    | 2 - 2 | San Telmo            | Barracas         | 2 de septiembre de 1984 |

| Excursionistas       | 1 - 1 | Ituzaingó           | Excursionistas    | 8 de septiembre de 1984 |
| San Telmo            | 0 - 1 | Defensores Unidos   | la Isla Maciel    | 8 de septiembre de 1984 |
| Tristán Suárez       | 0 - 0 | Barracas Central    | Ezeiza            | 8 de septiembre de 1984 |
| Muñiz                | 1 - 3 | Defensa y Justicia  | José C. Paz       | 8 de septiembre de 1984 |
| Almagro              | 1 - 0 | Central Córdoba (R) | Tres de Febrero   | 8 de septiembre de 1984 |
| Colegiales           | 4 - 1 | General Lamadrid    | Munro             | 8 de septiembre de 1984 |
| Berazategui          | 5 - 1 | Comunicaciones      | Berazategui       | 8 de septiembre de 1984 |
| Argentino de Quilmes | 0 - 1 | San Miguel          | Guido y Sarmiento | 8 de septiembre de 1984 |
| Villa Dálmine        | 3 - 1 | San Martín          | Campana           | 8 de septiembre de 1984 |
| Deportivo Merlo      | 4 - 0 | Flandria            | Merlo             | 8 de septiembre de 1984 |

| Flandria            | 1 - 2 | Excursionistas       | Jáuregui         | 16 de septiembre de 1984 |
| San Martín          | 0 - 0 | Deportivo Merlo      | Burzaco          | 16 de septiembre de 1984 |
| San Miguel          | 2 - 0 | Villa Dálmine        | Los Polvorines   | 16 de septiembre de 1984 |
| Comunicaciones      | 0 - 2 | Argentino de Quilmes | Agronomía        | 16 de septiembre de 1984 |
| General Lamadrid    | 2 - 3 | Berazategui          | Villa Devoto     | 16 de septiembre de 1984 |
| Central Córdoba (R) | 3 - 2 | Colegiales           | Rosario          | 16 de septiembre de 1984 |
| Defensa y Justicia  | 1 - 1 | Almagro              | Florencio Varela | 16 de septiembre de 1984 |
| Barracas Central    | 1 - 1 | Muñiz                | Barracas         | 16 de septiembre de 1984 |
| Defensores Unidos   | 2 - 1 | Tristán Suárez       | Zárate           | 16 de septiembre de 1984 |
| Ituzaingó           | 1 - 1 | San Telmo            | Ituzaingó        | 16 de septiembre de 1984 |

| Excursionistas       | 2 - 1 | San Telmo           | Excursionistas    | 22 de septiembre de 1984 |
| Tristán Suárez       | 2 - 1 | Ituzaingó           | Ezeiza            | 22 de septiembre de 1984 |
| Muñiz                | 0 - 1 | Defensores Unidos   | José C. Paz       | 22 de septiembre de 1984 |
| Almagro              | 2 - 0 | Barracas Central    | Tres de Febrero   | 22 de septiembre de 1984 |
| Colegiales           | 1 - 0 | Defensa y Justicia  | Munro             | 22 de septiembre de 1984 |
| Berazategui          | 2 - 2 | Central Córdoba (R) | Berazategui       | 22 de septiembre de 1984 |
| Argentino de Quilmes | 7 - 2 | General Lamadrid    | Guido y Sarmiento | 22 de septiembre de 1984 |
| Villa Dálmine        | 0 - 0 | Comunicaciones      | Campana           | 22 de septiembre de 1984 |
| Deportivo Merlo      | 3 - 1 | San Miguel          | Merlo             | 22 de septiembre de 1984 |
| Flandria             | 1 - 0 | San Martín          | Jáuregui          | 22 de septiembre de 1984 |

| San Martín          | 1 - 1 | Excursionistas       | Burzaco          | 29 de septiembre de 1984 |
| San Miguel          | 2 - 0 | Flandria             | Los Polvorines   | 29 de septiembre de 1984 |
| Comunicaciones      | 1 - 1 | Deportivo Merlo      | Agronomía        | 29 de septiembre de 1984 |
| General Lamadrid    | 2 - 2 | Villa Dálmine        | Villa Devoto     | 29 de septiembre de 1984 |
| Central Córdoba (R) | 2 - 2 | Argentino de Quilmes | Rosario          | 29 de septiembre de 1984 |
| Defensa y Justicia  | 0 - 0 | Berazategui          | Florencio Varela | 29 de septiembre de 1984 |
| Barracas Central    | 0 - 1 | Colegiales           | Barracas         | 29 de septiembre de 1984 |
| Defensores Unidos   | 0 - 1 | Almagro              | Zárate           | 29 de septiembre de 1984 |
| Ituzaingó           | 1 - 1 | Muñiz                | Ituzaingó        | 29 de septiembre de 1984 |
| San Telmo           | 1 - 2 | Tristán Suárez       | la Isla Maciel   | 29 de septiembre de 1984 |

| Excursionistas       | 1 - 3 | Tristán Suárez      | Excursionistas    | 6 de octubre de 1984 |
| Muñiz                | 1 - 4 | San Telmo           | José C. Paz       | 6 de octubre de 1984 |
| Almagro              | 2 - 0 | Ituzaingó           | Tres de Febrero   | 6 de octubre de 1984 |
| Colegiales           | 3 - 1 | Defensores Unidos   | Munro             | 6 de octubre de 1984 |
| Berazategui          | 1 - 0 | Barracas Central    | Berazategui       | 6 de octubre de 1984 |
| Argentino de Quilmes | 0 - 0 | Defensa y Justicia  | Guido y Sarmiento | 6 de octubre de 1984 |
| Villa Dálmine        | 3 - 1 | Central Córdoba (R) | Campana           | 6 de octubre de 1984 |
| Deportivo Merlo      | 2 - 2 | General Lamadrid    | Merlo             | 6 de octubre de 1984 |
| Flandria             | 1 - 1 | Comunicaciones      | Jáuregui          | 6 de octubre de 1984 |
| San Martín           | 1 - 2 | San Miguel          | Florencio Sola    | 6 de octubre de 1984 |

| San Miguel          | 1 - 0 | Excursionistas       | Los Polvorines   | 20 de octubre de 1984 |
| Comunicaciones      | 6 - 0 | San Martín           | Agronomía        | 20 de octubre de 1984 |
| General Lamadrid    | 3 - 4 | Flandria             | Villa Devoto     | 20 de octubre de 1984 |
| Central Córdoba (R) | 2 - 1 | Deportivo Merlo      | Rosario          | 20 de octubre de 1984 |
| Defensa y Justicia  | 0 - 2 | Villa Dálmine        | Florencio Varela | 20 de octubre de 1984 |
| Barracas Central    | 2 - 3 | Argentino de Quilmes | Barracas         | 20 de octubre de 1984 |
| Defensores Unidos   | 0 - 1 | Berazategui          | Zárate           | 20 de octubre de 1984 |
| Ituzaingó           | 0 - 0 | Colegiales           | Ituzaingó        | 20 de octubre de 1984 |
| San Telmo           | 2 - 1 | Almagro              | la Isla Maciel   | 20 de octubre de 1984 |
| Tristán Suárez      | 0 - 1 | Muñiz                | Ezeiza           | 20 de octubre de 1984 |

| Excursionistas       | 0 - 2 | Muñiz               | Excursionistas    | 3 de noviembre de 1984 |
| Almagro              | 0 - 1 | Tristán Suárez      | Tres de Febrero   | 3 de noviembre de 1984 |
| Colegiales           | 1 - 1 | San Telmo           | Munro             | 3 de noviembre de 1984 |
| Berazategui          | 3 - 2 | Ituzaingó           | Berazategui       | 3 de noviembre de 1984 |
| Argentino de Quilmes | 4 - 2 | Defensores Unidos   | Guido y Sarmiento | 3 de noviembre de 1984 |
| Villa Dálmine        | 1 - 0 | Barracas Central    | Campana           | 3 de noviembre de 1984 |
| Deportivo Merlo      | 2 - 3 | Defensa y Justicia  | Merlo             | 3 de noviembre de 1984 |
| Flandria             | 1 - 1 | Central Córdoba (R) | Jáuregui          | 3 de noviembre de 1984 |
| San Martín           | 4 - 0 | General Lamadrid    | Burzaco           | 3 de noviembre de 1984 |
| San Miguel           | 2 - 1 | Comunicaciones      | Los Polvorines    | 3 de noviembre de 1984 |

| Comunicaciones      | 1 - 0 | Excursionistas       | Agronomía        | 10 de noviembre de 1984 |
| General Lamadrid    | 0 - 4 | San Miguel           | Los Polvorines   | 10 de noviembre de 1984 |
| Central Córdoba (R) | 2 - 0 | San Martín           | Rosario          | 10 de noviembre de 1984 |
| Defensa y Justicia  | 3 - 1 | Flandria             | Florencio Varela | 10 de noviembre de 1984 |
| Barracas Central    | 3 - 2 | Deportivo Merlo      | Barracas         | 10 de noviembre de 1984 |
| Defensores Unidos   | 1 - 1 | Villa Dálmine        | Zárate           | 10 de noviembre de 1984 |
| Ituzaingó           | 1 - 1 | Argentino de Quilmes | Ituzaingó        | 10 de noviembre de 1984 |
| San Telmo           | 2 - 2 | Berazategui          | la Isla Maciel   | 10 de noviembre de 1984 |
| Tristán Suárez      | 1 - 1 | Colegiales           | Ezeiza           | 10 de noviembre de 1984 |
| Muñiz               | 1 - 3 | Almagro              | José C. Paz      | 10 de noviembre de 1984 |

## Torneo Reducido

### Cuadro de desarrollo
|  | Cuartos de final     | Cuartos de final     | Cuartos de final     | Cuartos de final     |   |                    | Semifinales        | Semifinales        | Semifinales        | Semifinales        |  |               | Final                | Final                | Final                | Final                |  |
|  | 17 y 24 de noviembre | 17 y 24 de noviembre | 17 y 24 de noviembre | 17 y 24 de noviembre |   |                    | 1 y 8 de diciembre | 1 y 8 de diciembre | 1 y 8 de diciembre | 1 y 8 de diciembre |  |               | 15 y 22 de diciembre | 15 y 22 de diciembre | 15 y 22 de diciembre | 15 y 22 de diciembre |  |
|  |                      |                      |                      |                      |   |                    |                    |                    |                    |                    |  |               |                      |                      |                      |                      |  |
|  |                      |                      |                      |                      |   |                    |                    |                    |                    |                    |  |               |                      |                      |                      |                      |  |
|  | Argentino de Quilmes | 2                    | 2                    | 4 (2)                |   |                    |                    |                    |                    |                    |  |               |                      |                      |                      |                      |  |
|  | Argentino de Quilmes | 2                    | 2                    | 4 (2)                |   |                    |                    |                    |                    |                    |  |               |                      |                      |                      |                      |  |
|  | Almagro              | 3                    | 1                    | 4 (3)                |   |                    |                    |                    |                    |                    |  |               |                      |                      |                      |                      |  |
|  | Almagro              | 3                    | 1                    | 4 (3)                |   | Almagro            | 0                  | 2                  | 2                  |                    |  |               |                      |                      |                      |                      |  |
|  |                      |                      |                      |                      |   | Almagro            | 0                  | 2                  | 2                  |                    |  |               |                      |                      |                      |                      |  |
|  |                      |                      | Villa Dálmine        | 3                    | 3 | 6                  |                    |                    |                    |                    |  |               |                      |                      |                      |                      |  |
|  | San Telmo            | 0                    | Villa Dálmine        | 3                    | 3 | 6                  | 1                  | 1                  |                    |                    |  |               |                      |                      |                      |                      |  |
|  | San Telmo            | 0                    |                      |                      |   |                    |                    |                    |                    |                    |  |               |                      |                      |                      |                      |  |
|  | Villa Dálmine        | 1                    | 1                    | 2                    |   |                    |                    |                    |                    |                    |  |               |                      |                      |                      |                      |  |
|  | Villa Dálmine        | 1                    | 1                    | 2                    |   |                    |                    |                    |                    |                    |  | Villa Dálmine | 2                    | 1                    | 3                    |                      |  |
|  |                      |                      |                      |                      |   |                    |                    |                    |                    |                    |  | Villa Dálmine | 2                    | 1                    | 3                    |                      |  |
|  |                      |                      | Defensa y Justicia   | 1                    | 0 | 1                  |                    |                    |                    |                    |  |               |                      |                      |                      |                      |  |
|  | Defensores Unidos    | 0                    | Defensa y Justicia   | 1                    | 0 | 1                  | 2                  | 2                  |                    |                    |  |               |                      |                      |                      |                      |  |
|  | Defensores Unidos    | 0                    |                      |                      |   |                    |                    |                    |                    |                    |  |               |                      |                      |                      |                      |  |
|  | Defensa y Justicia   | 3                    | 0                    | 3                    |   |                    |                    |                    |                    |                    |  |               |                      |                      |                      |                      |  |
|  | Defensa y Justicia   | 3                    | 0                    | 3                    |   | Defensa y Justicia | 2                  | 4                  | 6                  |                    |  |               |                      |                      |                      |                      |  |
|  |                      |                      |                      |                      |   | Defensa y Justicia | 2                  | 4                  | 6                  |                    |  |               |                      |                      |                      |                      |  |
|  |                      |                      | Colegiales           | 0                    | 1 | 1                  |                    |                    |                    |                    |  |               |                      |                      |                      |                      |  |
|  | Ituzaingó            | 2                    | Colegiales           | 0                    | 1 | 1                  | 0                  | 2 (4)              |                    |                    |  |               |                      |                      |                      |                      |  |
|  | Ituzaingó            | 2                    |                      |                      |   |                    |                    |                    |                    |                    |  |               |                      |                      |                      |                      |  |
|  | Colegiales           | 1                    | 1                    | 2 (5)                |   |                    |                    |                    |                    |                    |  |               |                      |                      |                      |                      |  |
|  | Colegiales           | 1                    | 1                    | 2 (5)                |   |                    |                    |                    |                    |                    |  |               |                      |                      |                      |                      |  |
|  |                      |                      |                      |                      |   |                    |                    |                    |                    |                    |  |               |                      |                      |                      |                      |  |

- Nota: En cada llave, el equipo que ocupa la primera línea es el que definió la serie como local.

Villa Dálmine ascendió a la Primera B..

## Tabla de descenso
| Pos  | Equipo               | Prom. | 1982 | 1983 | 1984 | Pts | Temp |
| ---- | -------------------- | ----- | ---- | ---- | ---- | --- | ---- |
| 1.º  | Almagro              | 50,33 | 46   | 54   | 51   | 151 | 3    |
| 2.º  | Villa Dálmine        | 49,50 | 55   | -    | 44   | 99  | 2    |
| 3.º  | San Miguel           | 48,66 | 44   | 47   | 55   | 146 | 3    |
| 4.º  | San Telmo            | 46,33 | 52   | 42   | 45   | 139 | 3    |
| 5.º  | Argentino de Quilmes | 45,00 | -    | 41   | 49   | 90  | 2    |
| 6.º  | Central Córdoba (R)  | 43,50 | 48   | -    | 39   | 87  | 2    |
| 7.º  | Defensa y Justicia   | 43,00 | -    | 41   | 45   | 86  | 2    |
| 8.º  | Defensores Unidos    | 41,66 | 53   | 30   | 42   | 125 | 3    |
| 9.º  | Ituzaingó            | 41,50 | -    | 43   | 40   | 83  | 2    |
| 10.º | Excursionistas       | 39,00 | 46   | 47   | 24   | 117 | 3    |
| 11.º | Berazategui          | 38,33 | 34   | 37   | 44   | 115 | 3    |
| 12.º | Colegiales           | 36,66 | 28   | 32   | 50   | 110 | 3    |
| 13.º | Comunicaciones       | 34,00 | 46   | 36   | 20   | 102 | 3    |
| 14.º | San Martín (Burzaco) | 34,00 | -    | -    | 34   | 34  | 1    |
| 15.º | Flandria             | 33,33 | 35   | 27   | 38   | 100 | 3    |
| 16.º | Barracas Central     | 33,00 | 49   | 17   | 33   | 99  | 3    |
| 17.º | Deportivo Merlo      | 32,00 | 28   | 40   | 28   | 96  | 3    |
| 18.º | Tristán Suárez       | 31,00 | 37   | 23   | 33   | 93  | 3    |
| 19.º | Muñiz                | 29,33 | 28   | 32   | 28   | 88  | 3    |
| 20.º | General Lamadrid     | 18,50 | 19   | -    | 18   | 37  | 2    |

|  |                              |
|  | Descendieron a la Primera D. |